# 蒂明斯
蒂明斯（英語：Timmins）或译作天明，是加拿大安大略省北部科克倫區的一座城市，離省府多倫多以北約680（420英里）。據2011年加拿大人口普查所示，蒂明斯市內人口為43165人。

## 歷史
17世紀末期，歐裔探索家和皮毛交易員逐漸在此帶設立交易站，哈德遜灣公司和西北公司之間的競爭亦漸趨激烈。為了讓皮毛能儘快對外輸出，交易員在此處開拓刺蝟運輸線（Porcupine Trail）連接阿比蒂比河和馬塔加米河，並途經現蒂明斯一帶，但並未在此設立聚落。
蒂米斯卡明及北安大略鐵路於20世紀初開通，而此帶地域以南的科博爾特（Cobalt）則於1903年發現銀礦，吸引大批民眾前往安省北部，部分人並北上刺蝟湖（Porcupine Lake）一帶探索。多姆金礦（Dome Mine）於1909年被發現後，刺蝟湖淘金潮隨即展開，而霍靈傑金礦（Hollinger Mine）亦於同年末被發現。商人挪亞·蒂明斯（Noah Timmins）向霍靈傑金礦提出資金展開採礦活動，而為了安置霍靈傑金礦僱員而設立的聚落亦命名為蒂明斯。
蒂明斯於1912年正式建制為鎮，到1973年則改制為市，而附近一系列鄉鎮亦同時併入蒂明斯市。

## 交通
安大略101號省道為蒂明斯市的主要幹道，向西通往瓦瓦（Wawa），向東與11號省道交匯後直達魁北克省邊界。144號省道北起蒂明斯市西南部，南達薩德伯里。655號省道則南起蒂明斯市中心，北端與11號省道交匯，並可透過11號省道前往科克倫鎮。
市內的巴士服務由市營的蒂明斯交通局營運。航空交通方面，蒂明斯維克托·鮑維爾機場（Timmins/Victor M. Power Airport，IATA代碼：YTS，ICAO代碼：CYTS）提供航線來往多倫多皮爾遜國際機場和畢曉普機場、薩德伯里、雷灣和安省北部其他鄉鎮。

## 外部連結
- 维基共享资源上的相關多媒體資源：蒂明斯
- （英文）（法文）City of Timmins （页面存档备份，存于）－蒂明斯市政府官方網站